# Metaxanthia aureiventris
Metaxanthia aureiventris är en fjärilsart som beskrevs av Rothschild 1913. Metaxanthia aureiventris ingår i släktet Metaxanthia och familjen björnspinnare. Inga underarter finns listade i Catalogue of Life.